# Xã Venice, Quận Madison, Illinois
Xã Venice (tiếng Anh: Venice Township) là một xã thuộc quận Madison, tiểu bang Illinois, Hoa Kỳ. Năm 2010, dân số của xã này là 5.650 người.